# 渡野喜屋事件
渡野喜屋事件 （とのきやじけん）は、太平洋戦争（大東亜戦争）中の1945年5月12日に、沖縄県大宜味村塩屋の渡野喜屋で起きた日本軍による民間人虐殺事件。

## 事件の経過
事件当時、沖縄戦の最中で、渡野喜屋はアメリカ軍の占領下となっていた。付近の民間人は、アメリカ軍によって難民として管理されていた。
5月12日夜、曹長の指揮する日本兵10人が渡野喜屋の村落に現れ、浜辺に民間人を集めたうえ手榴弾などで殺害した。アメリカ軍の記録によると婦女子を中心に35人が死亡し、15人が負傷した。死傷者には読谷山村、浦添村、那覇市などの住民が含まれていた。その後、日本兵は、村落の指導者数人を連れて去ったという。
この事件について、独立混成第44旅団第2歩兵隊（宇土部隊）の元通信兵の一人が、戦後になって関与を証言している。

## 背景
1945年（昭和20年）4月1日、アメリカ軍が沖縄本島に上陸した。迎え撃つ日本軍は、大宜味村を含む沖縄本島北部については住民疎開地区とし、本格的な守備兵力は配置しなかった。独立混成第44旅団第2歩兵隊を基幹とする国頭支隊（長：宇土武彦大佐）が展開した程度であった。宇土部隊は、本部半島八重岳や多野岳の戦闘で敗れ、4月25日頃には遊撃戦に移行した。農作物に乏しい地域の上、多数の避難民もいたため、日本軍は食料不足に苦しみ士気が低下、食料が確保しやすい中隊・小隊以下の小単位で分散行動したものの解隊状態に陥る部隊もあった。終戦後も山中での行動を続けるものもあり、宇土大佐一行99人は10月2日に投降を決定した。
北部は住民の島内疎開地区に指定されたため、島の中部などからも住民が避難してきていた。北部がアメリカ軍占領下にはいると、民間人はアメリカ軍の指示で収容所などでの生活をすることになった。早くも4月7日には羽地村の田井等地区に収容所が設けられ、地域住民に加え疎開してきた難民や、他の占領地域からの強制移住者が収容された。田井等地区収容所の収容者数は、4月22日には7500人、4月29日には今帰仁村今泊収容所と合わせて16000人、7月末の閉鎖時には64000人が収容されていた。事件の起きた大宜味村塩屋の渡野喜屋は、この田井等収容所の東方に位置している。大宜味村では喜如嘉にも10000人規模の収容所があった。
遊撃戦を続ける日本兵が、民間人から食料を奪ったり、スパイ容疑で民間人を拷問・殺害する事件も起きていた。

## 題材とした作品
- NHKスペシャル「終戦60年企画－沖縄 よみがえる戦場～読谷村民2500人が語る地上戦」